# Ochsenblut (Getränk)
Ochsenblut nannte man eine Spezialität des berühmten Königsberger Lokals Blutgericht. Dazu nahm man einen Champagner und mixte darunter einen guten Schuss roten Burgunders. Das beliebte Getränk wurde zum einen wegen seiner blassroten Farbe, die an die Holzschutzfarbe Ochsenblut erinnerte, zum anderen aber auch wohl wegen des Entstehungsortes, des Blutgerichts, Ochsenblut benannt.